# أولان باتور
مدينة أولان باتور أو أولان باتَر (بالمنغولية: Улаанбаатар، ᠤᠯᠠᠭᠠᠨᠪᠠᠭᠠᠲᠤᠷ)‏ هي عاصمة جمهورية منغوليا وأكبر مدنها، وهي أيضًا مركزها الثقافي والصناعي. يبلغ عدد سكانها 1.6 مليون نسمة، وهي أبرد عاصمة في العالم من حيث متوسط درجة الحرارة السنوية. تقع في شمال وسط للبلاد، ويوجد بها المباني الحكومية. وتوجد في المدينة جامعة ومسرح وعدة متاحف. وتتضمن منتجاتها الصناعية، الأثاث والحديد الزهر والورق والمنتجات الدوائية والصابون والمنسوجات.
ترتفع حوالي 1300 مترًا (4300 قدم) في وادٍ على نهر تول. تأسست المدينة عام 1639 كمركز رهباني بوذي بدوي، وتغير موقعها 28 مرة، واستقرت بشكل دائم في موقعها الحالي عام 1778. -1350م فوق سطح البحر، وهي محاطة بالجبال من جميع جهاتها. مناخها قاري متطرف ولا تزيد كمية الأمطار فيها عن 250 مم سنوياً يهطل معظمها في الصيف.
تُحكم أولان باتور كبلدية مستقلة ، وهي محاطة بمحافظة توف، وعاصمتها زونمود، التي تقع على بُعد 43 كيلومترًا (27 ميلًا) جنوب المدينة. يبلغ عدد سكانها ما يزيد قليلًا عن 1.6 مليون نسمة اعتبارًا من ديسمبر 2022، أي ما يقرب من نصف إجمالي سكان البلاد. وبصفتها المدينة الرئيسية في البلاد، فهي بمثابة القلب الثقافي والصناعي والمالي للبلاد، ومركز شبكة النقل فيها.

## التاريخ

### قبل عام 1639

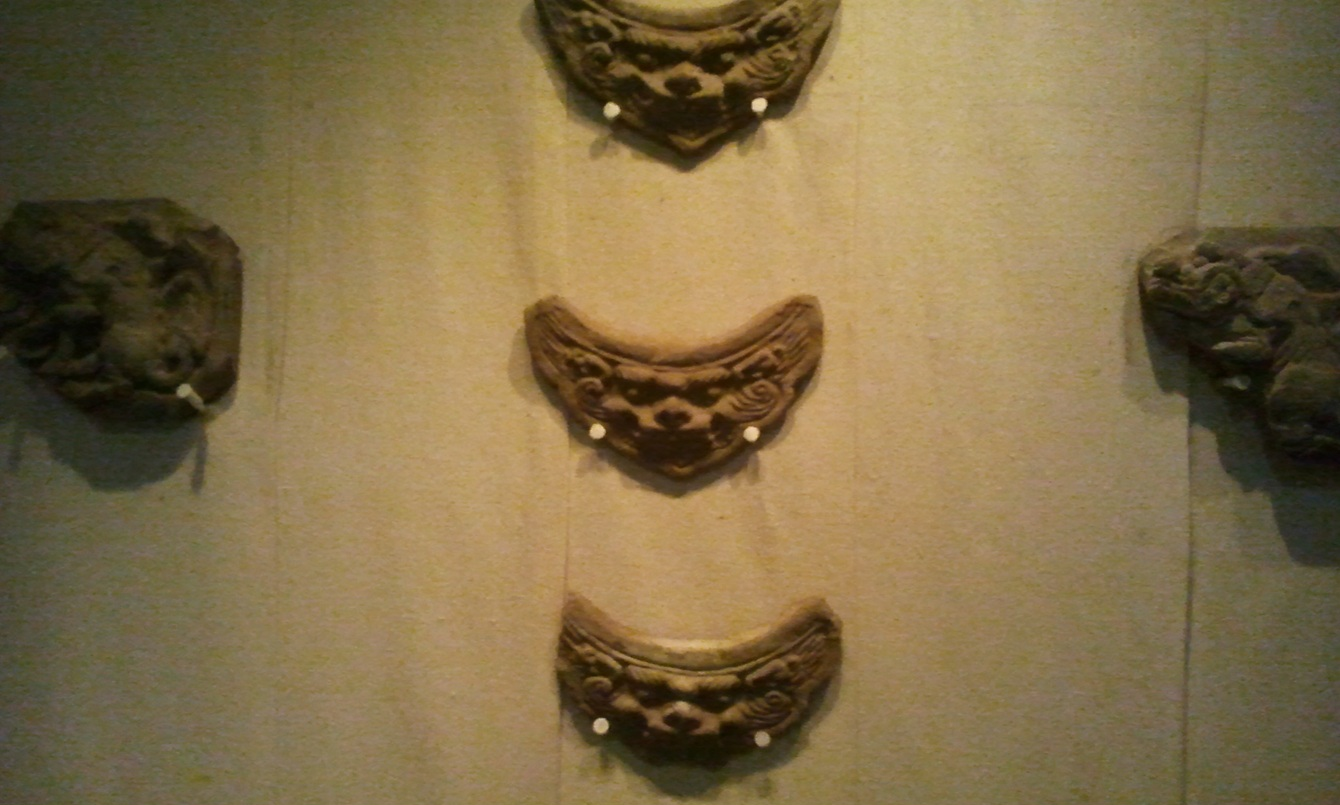
بلاط السقف الذي تم استعادته من قصر وانغ خان الذي يعود تاريخه إلى القرن الثاني عشر في أولان باتور

اكتُشفت حول أولان باتور عدد من المقابر الملكية التي تعود إلى عصر شيونغنو، بما في ذلك مقابر وادي بلخ بالقرب من دير دامبادارجالين ومقابر سونغينوكايرخان. تقع أولان باتور على ضفاف نهر تول، وكانت على مر التاريخ جزءًا لا يتجزأ من نطاق الإمبراطوريات البدوية التركية المغولية.
خلال الإمبراطورية المنغولية (1206-1368) وسلالة يوان الشمالية (1368-1635) كان الطريق الطبيعي الرئيسي من منطقة العاصمة قراقورم إلى مسقط رأس وقبر الخانات في منطقة جبال خينتي (إيخ خوريج) يمر عبر منطقة أولان باتور. يؤدي نهر تول بشكل طبيعي إلى الجانب الشمالي من جبل بوغد خان، الذي يبرز كجزيرة كبيرة من الغابات تقع بشكل واضح على الحافة الجنوبية الغربية لجبال خينتي. وباعتباره البوابة الرئيسية ونقطة التوقف على الطريق من وإلى جبال خينتي المقدسة، فقد شهد جبل بوغد خان كميات كبيرة من حركة المرور التي مرت به وكان محميًا منذ العصور المبكرة. وحتى بعد فترة يوان الشمالية، فقد كان بمثابة موقع للجمعية السنوية والثلاثية للنبلاء (خان أولين تشولجان).

### الإنشاء
أُنشئت مدينة أولان باتور عام 1639م وكان إسمها «Örgöö» أورغو، وكانت المستوطنة تقع أولاً في بحيرة Shireet Tsagaan nuur (75 كيلومترًا مباشرة شرق العاصمة الإمبراطورية قراقورم) فيما يُعرف الآن باسم Burd sum ، Övörkhangai ، على بعد حوالي 230 كيلومترًا (143 ميلًا) جنوب غرب الموقع الحالي لمدينة أولان باتور، وكان النبلاء المغول يقصدون أن تكون مقرًا لـ زانابازار، أول «جيبتسوندامبا خوتوكتو». عاد زانابازار إلى منغوليا من التبت عام 1651، وأسس سبع مقاطعات (أقسام رهبانية) في Urga، وأنشأ لاحقًا أربع مقاطعات أخرى. وباعتبارها بلدة دير متنقلة، نُقلت أورغوو غالبًا إلى أماكن مختلفة على طول أنهار سيلينجي وأورخون وتول، حسب الحاجة. خلال حروب دزونغار في أواخر القرن السابع عشر، نُقلت حتى إلى منغوليا الداخلية. ومع نمو المدينة، قلّ انتقالها تدريجيًا. ثم صار اسمها عام 1706م إيخ خورا ويعني: الدير العظيم. وقد كان لوقوعها على طريق التجارة بين روسيا والصين أثر مهم في تطورها، جعل منها بسرعة، مركزاً تجارياً مرموقاً. ومنذ منتصف القرن الثامن عشر صارت مقراً لحاكم منشورية والمركز الإداري الأول في منغوليا وعاصمة الدولة المنغولية بدءاً من عام 1911م. إحتلتها القوات الصينية عام 1919م، ثم جلت عنها عام 1921م وصارت عاصمة جمهورية منغولية الشعبية وإسمها الرسمي أولان باتور منذ العام 1924م وهي ثاني عاصمة في التاريخ للمغول بعد قراقورم والتي كانت عاصمة الإمبراطورية المغولية التي أسسها جنكيز خان.

## السكان
يسكن في مدينة أولان باتور أكثر من ثلث سكان جمهورية منغوليا، تقسم المدينة من الناحية الإدارية إلى أربعة أجزاء يغلب على الجزء القديم منها طابع العمارة البوذية. ومنذ عام 1940م أخذت تتطور فيها النهضة العمرانية، فظهرت الأحياء السكنية الحديثة الموزعة على أساس مخطط تنظيمي، كما تغير نمط العمارة وتحولت من مدينة بسيطة إلى مدينة عصرية تكثر فيها المساكن الحديثة والحدائق والمساحات الخضراء. بالإضافة إلى تطور شبكة الطرق والشوارع داخل المدينة.

## الإدارة
يشرف على إدارة المدينة مجلس ينتخبه السكان لمدة ثلاث سنوات، وينعقد هذا المجلس مرتين في العام لبحث شؤون المدينة وتتبعه لجان دائمة للصناعة والتجارة والتموين. أما بين الدورتين فيشرف على إدارتها مجلس تنفيذي.

## الصناعة
تحولت أولان باتور إلى مركز صناعي ضخم ينتج نحو نصف الإنتاج الصناعي المنغولي، إذ تتركز فيها منشآت القطاعات الصناعية تقريباً، وهي تضم الصناعات الخفيفة (صناعة الأحذية ومعاطف الفرو والصوف) ومعامل الصناعات الغذائية (حفظ اللحوم وصناعة الجعة) وصناعة مواد البناء (البيوت المسبقة الصنع والإسمنت) وصناعة الأخشاب وبعض الصناعات المعدنية. كما يوجد فيها ثلاث محطات حرارية لإنتاج الطاقة الكهربائية اللازمة للمدينة.
تعد أولان باتور العقدة الأساسية للمواصلات، إذ تمر بها سكة حديد موسكو - أولان باتور - بكين، وفيها مطار دولي، وتربطها بجميع أجزاء البلاد شبكة طرق حديثة، كما تعد المركز الأساسي للتجارة الخارجية.

## المؤسسات
وفي أولان باتور جامعة منغولية الحكومية التي أُنشئت عام 1946م، وتضم جميع الكليات، بالإضافة إلى عدد من المعاهد. كما يوجد فيها أكاديمية العلوم المنغولية والمكتبة العمومية والمتحف المركزي وعدد من المسارح (مسرح الأوبرا ومسرح الباليه ومسرح العرائس) بالإضافة إلى السيرك الدائم.

## المدن الشقيقة
المدن الشقيقة لمدينة أولان باتور هي:

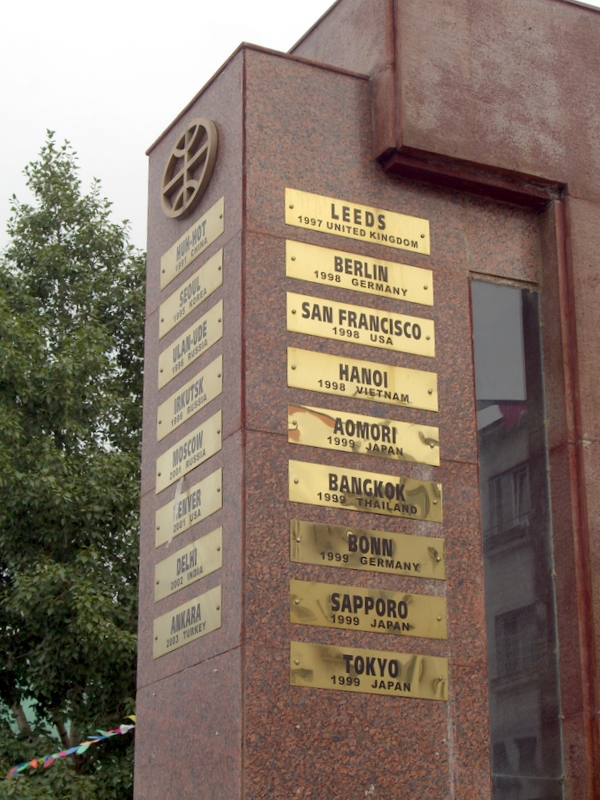
لوحات مكتوبٌ فيها أسماء المدن التوأم لمدينة أولان باتور.

| - كوريا الجنوبية - ناميانغجو - تركيا - أنقرة - كوريا الجنوبية - سيول (1995) - روسيا - كراسنويارسك - روسيا - إيركوتسك - روسيا - موسكو - روسيا - سانت بطرسبرغ - روسيا - أولان أودي - الولايات المتحدة - دنفر، كولورادو - تايلاند - بانكوك - اليابان - سابورو | - اليابان - آوموري، آوموري - تايوان - تايبيه - الصين - هوهوت - الولايات المتحدة - سان فرانسيسكو - فيتنام - هانوي - اليابان - طوكيو - أستراليا - غولد كوست - الهند - دلهي - المملكة المتحدة - ليدز - جمهورية التشيك - موست - سريلانكا - كولمبو (2012-2016) |

## معرض الصور

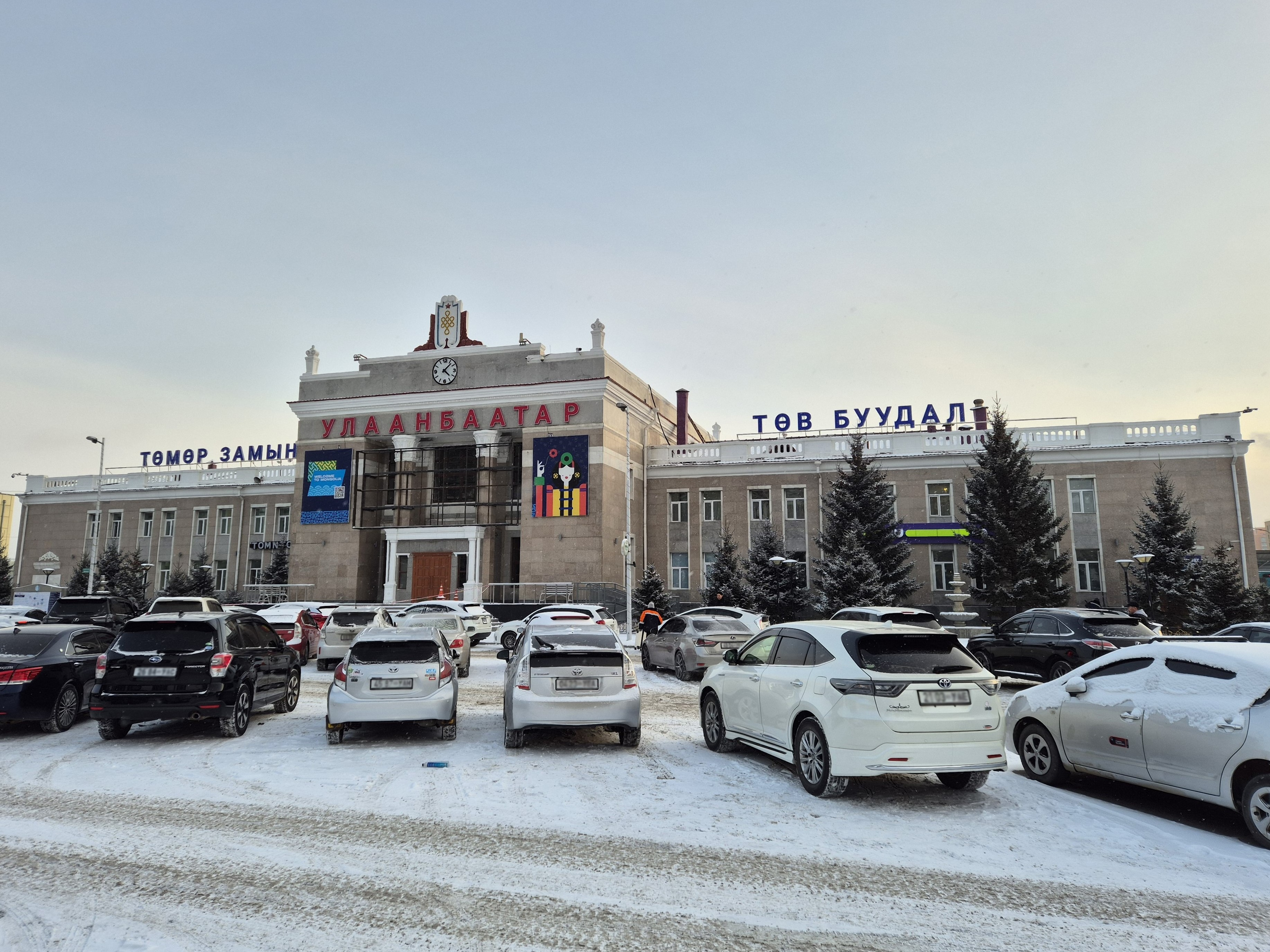
محطة القطارات.
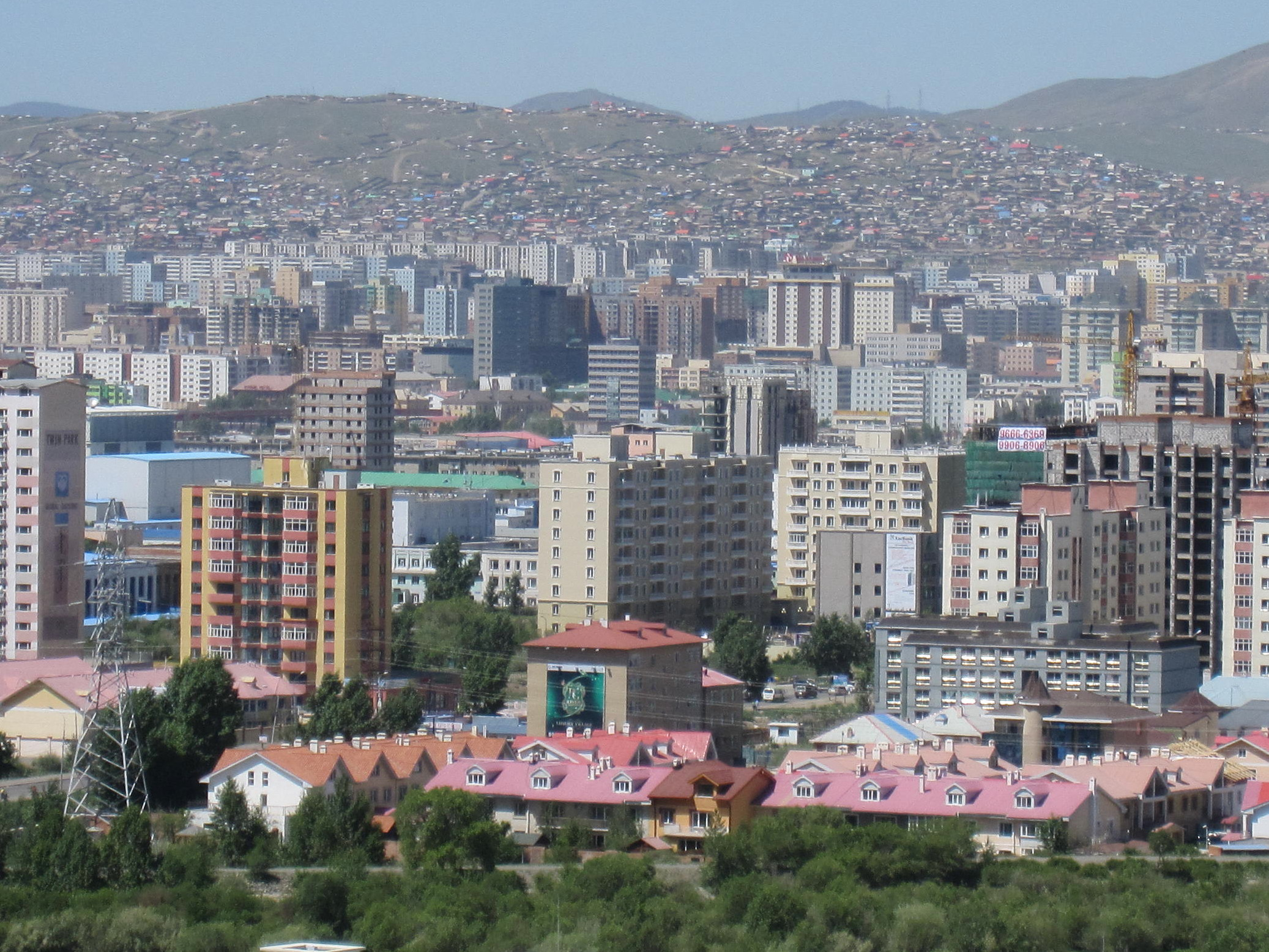
المدينة كما تبدو من "النصب التذكاري الجيش السوفياتي".
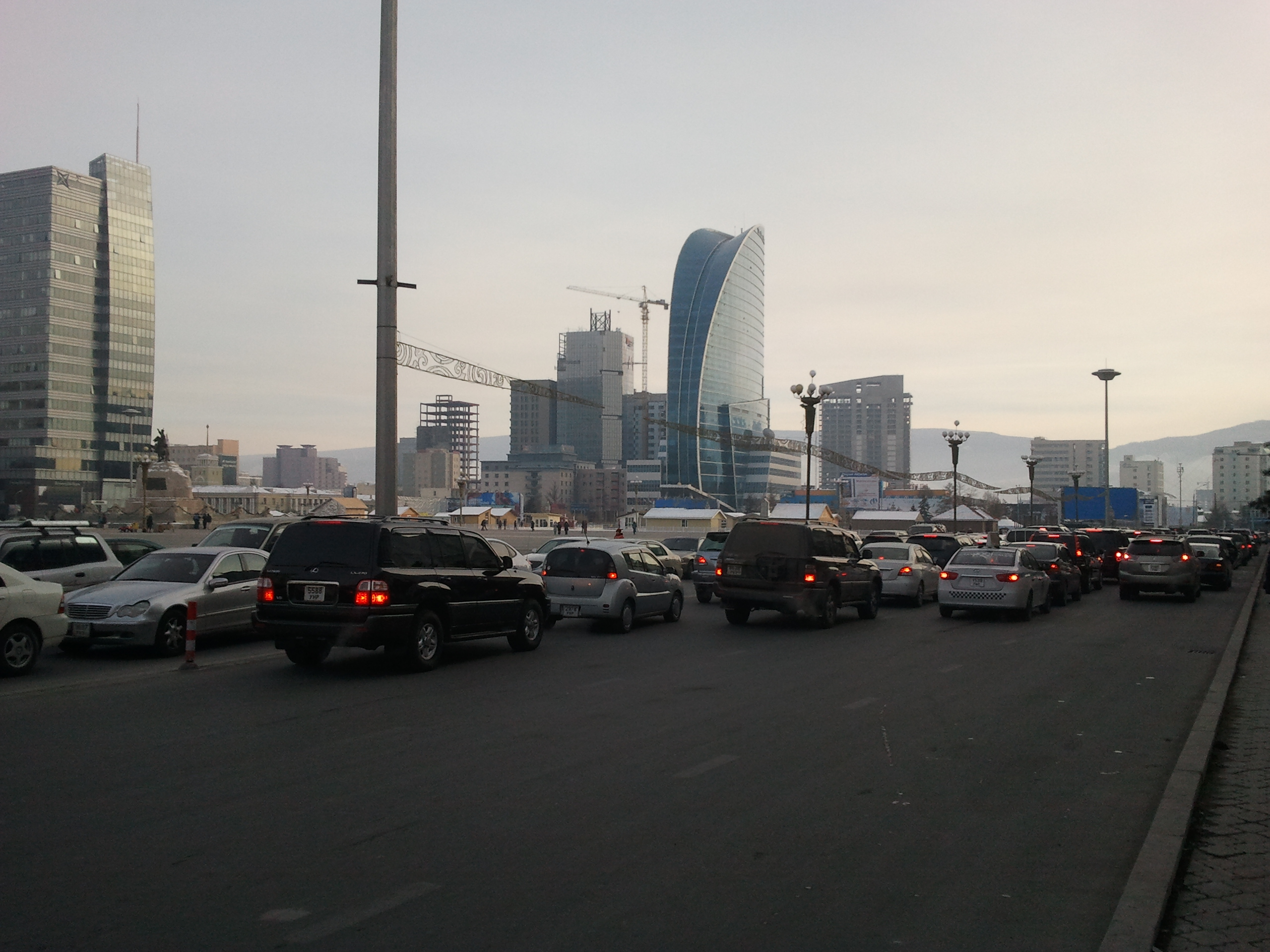
ناطحات سحاب المدينة على الجانب الجنوبي "لساحة سخباتار".